# Phân chi Mận mơ

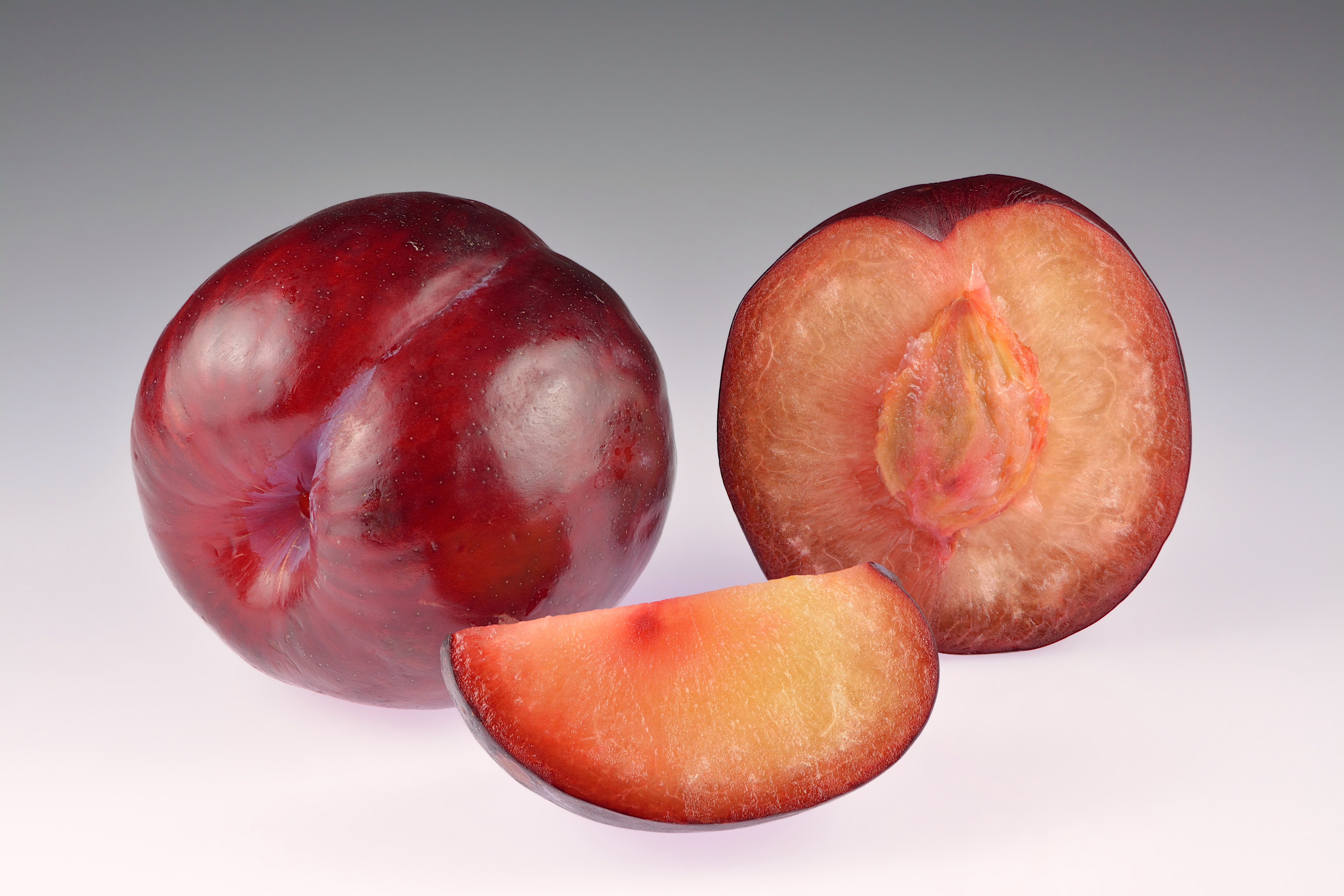

Phân chi Mận mơ (danh pháp khoa học: Prunus subg. Prunus) là các loài cây gỗ có quả dạng quả hạch thuộc về chi Mận mơ (Prunus). Phân chi này được phân biệt với các phân chi khác của chi này (đào, anh đào, hạnh đào v.v) ở chỗ các đoạn thân cây có chồi cuối và các chồi bên đơn độc (không mọc thành cụm), hoa mọc thành nhóm từ 1 tới 5 hoa trên các đoạn thân ngắn, và quả có khía chạy dọc xuống ở một phía, hạt nhẵn, lá hình thoi có mép răng cưa.

## Phân loại
Phân chi này được chia thành ba nhánh:
- Nhánh Prunus (Các loài mận Cựu thế giới). Các lá ở dạng chồi lộc cuộn vào trong; hoa 1-3 cùng nhau; vỏ quả nhẵn, thường có lớp phấn dạng sáp bên ngoài.
  - P. cerasifera hay P. divaricata: Mận anh đào, nguồn gốc trung và đông nam Âu, tây nam và trung Á
  - P. cocomilia: Italy
  - P. domestica: Mận châu Âu
  - P. insititia (P. domestica subsp. insititia): Ở Anh quốc, được cho là có nguồn gốc từ Damas
  - P. salicina: Mận Trung Quốc, Nhật Bản (lý - 李). Mận tại miền bắc Việt Nam là loài này.
  - P. simonii: Mận hạnh (hạnh lý)
  - P. spinosa: Mận gai, mận hoang
- Nhánh Prunocerasus (Các loài mận Tân thế giới). Các lá dạng chồi lộc gập vào trong; hoa 3-5 cùng nhau; vỏ quả nhẵn, thường có lớp phấn dạng sáp bên ngoài.
  - P. alleghaniensis: Mận Michigan.
  - P. americana: Mận Mỹ
  - P. angustifolia (P. chicasa): Mận cát Florida, Mận Cherokee
  - P. hortulana: Mận Kentucky
  - P. maritima: Mận biển, ven Đại Tây Dương thuộc Hoa Kỳ.
  - P. mexicana: Mận Mexico
  - P. nigra: Mận Canada, mận đen có tại khu vực Quebec, Canada.
  - P. orthosepala: Mận Texas
  - P. subcordata: Mận California
- Nhánh Armeniaca (các loài mơ). Các lá dạng chồi lộc cuộn vào trong; các hoa có cuống rất ngắn; quả phủ lông tơ mịn. Một số tác giả coi là một phân chi riêng biệt.
  - P. armeniaca: Mơ Armenia (hạnh - 杏)
  - P. brigantina: Mơ Briançon
  - P. mume: Mơ Nhật Bản (mai - 梅). Mơ tại Việt Nam là loài này.
  - P. sibirica: Mơ Siberi

## Trồng và sử dụng
Quả các loài mận, mơ khi chín có vị ngọt và nhiều nước. Chúng có thể ăn tươi hay sử dụng để làm mứt hay các dạng chế biến khác. Nước quả của chúng có thể cho lên men để sản xuất rượu vang mận/mơ; khi được chưng cất, nó tạo ra một loại rượu mạnh ở Đông Âu gọi là Slivovitz. Quả sấy khô có vị ngọt và chứa một số chất chống oxy hóa.
Các hương vị khác nhau của mận/mơ sấy khô có tại khu vực Đông Nam Á và các cửa hàng bán đặc sản trên khắp thế giới. Chúng có xu hướng khô hơn so với các loại mận/mơ khô ở Bắc Mỹ. Các vị kem, sâm, mặn v.v là các loại mùi vị phổ biến nhất. Cam thảo nói chung được sử dụng để làm tăng hương vị của các loại mận khô này và được sử dụng để sản xuất các loại đồ uống từ mận ướp muối và làm nền cho các loại đồ uống kèm nước đá.
Mận/mơ ngâm là một kiểu bảo quản khác ở châu Á và các cửa hàng bán đặc sản. Một kiểu chế biến mận của người Nhật, gọi là umeboshi (梅干-mai kiền), thường được ăn cùng cơm, gọi là "onigiri" hay "omusubi". Loài mơ (tiếng Nhật là ume) nguyên liệu cho món umeboshi trên thực tế là có quan hệ họ hàng gần gũi với mơ Armenia hơn là so với các loài mận. Ở Việt Nam, loài mơ này thường được ngâm với đường hoặc muối cho lên men làm nước giải khát, hoặc làm các loại ô mai.
Người ta còn sản xuất một loại dầu từ phần nhân của hạt mận.
Các loại mận/mơ khác nhau về màu sắc và kích thước. Một số loại có cùi thịt đặc và chắc hơn so với các loài khác. Chúng có màu của cùi thịt/vỏ quả là vàng, trắng, lục, đỏ hay tím.
Quả mận/mơ tươi hay khô còn có tác dụng nhuận tràng. Tác dụng này được cho là của các hợp chất khác nhau có trong quả, chẳng hạn các xơ tiêu hóa, sorbitol, và isatin. Nước mận/mơ thông thường cũng hay được sử dụng để hỗ trợ sự điều chỉnh các chức năng của hệ tiêu hóa.

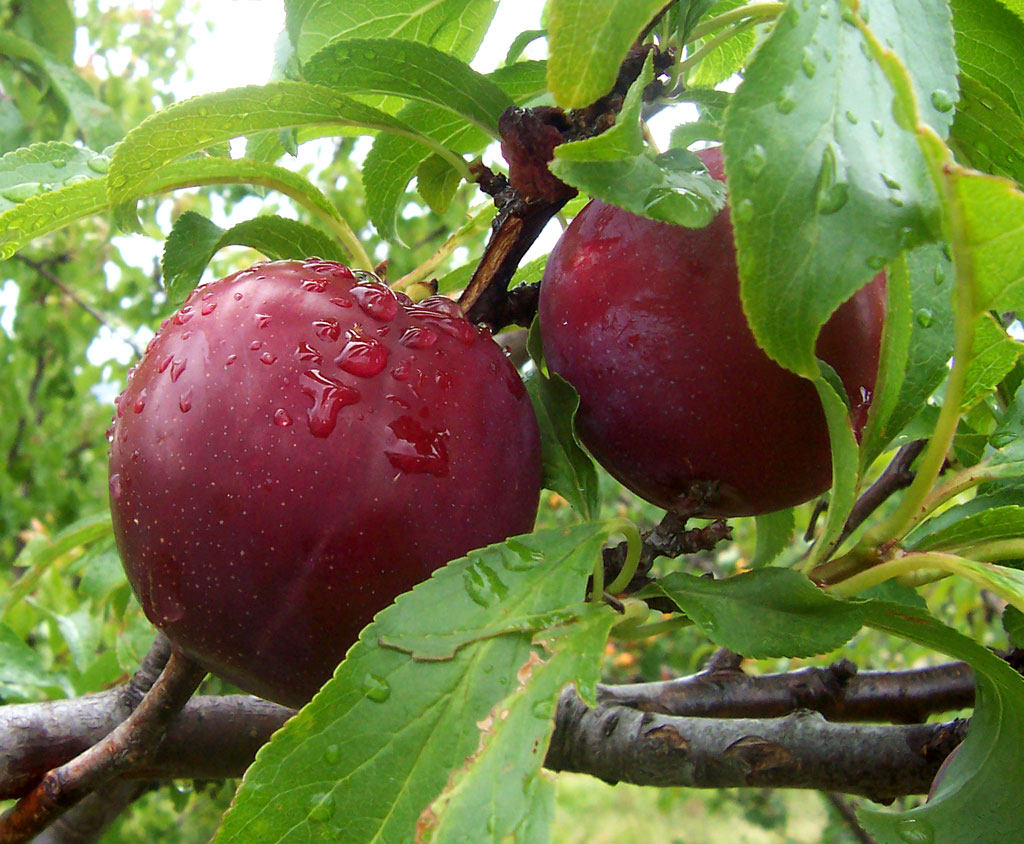
Quả mận

Các giống, thứ mận ngày nay trồng phổ biến là:
- Mận tía hay mận Damask ("Prunus domestica" thứ "insititia")
- Mận lục ("Prunus domestica" 'Reine Claude'): cùi thịt và vỏ có màu xanh lục kể cả khi đã chín.
- Mận Mirabelle ("Prunus domestica" thứ "syriaca"): loại mận màu vàng sẫm, được trồng chủ yếu tại đông bắc nước Pháp.
- Mận Satsuma với vỏ và cùi thịt màu đỏ
- Mận vàng (tương tự như mận lục, nhưng vỏ và cùi thịt màu vàng)

Các loài mận mơ ra hoa vào đầu mùa xuân, và trong những năm thời tiết tốt thì khoảng 50% hoa có thể được thụ phấn để ra quả.
Mận (tiếng Serbia: шљива/šljiva) và đồ uống từ mận slivovitz (tiếng Serbia: шљивовица/šljivovica) rất phổ biến tại Serbia, tại đây sản lượng mận quả trung bình khoảng 424.300 tấn/năm (FAO 1991–2001).
Một sản lượng đáng kể mận cũng được sản xuất tại Hungary, tại đây người ta gọi nó là szilva và được dùng để sản xuất lekvar, một loại mứt bột nhão từ mận, palinka một loại rượu mùi kiểu slivovitz, bánh bao nhân mận v.v. Khu vực sản xuất nhiều và loại tốt nhất của quốc gia này là Szabolcs-Szatmár ở phía đông bắc, gần biên giới với Ukraina và Romania.
Hoa mai trắng (Prunus mume), cùng với mẫu đơn, được coi là các loại hoa biểu tượng truyền thống của Trung Quốc. Vào ngày 21 tháng 6 năm 1964, hành chính viện (nhánh hành pháp) của Trung Hoa dân quốc đã chính thức chỉ định hoa mai là quốc hoa của Trung Hoa dân quốc, với biểu tượng là nhóm ba nhị hoa (một dài, hai ngắn) tượng trưng cho tam dân chủ nghĩa và 5 cánh hoa tượng trưng cho năm nhánh của chính quyền nhà nước của Trung Hoa dân quốc  Lưu trữ ngày 21 tháng 6 năm 2020 tại Wayback Machine. Việc chỉ định này là sự nhắc lại thông báo trước đây của chính quyền Trung Hoa dân quốc vào năm 1929 .
Tại Đài Loan biểu tượng mận được sử dụng ngày càng tăng như là biểu tượng quốc gia của nhà nước này, như trong biểu tượng mặt trời 12 tia có nguồn gốc từ đảng kỳ của Quốc Dân Đảng.
Hoa mai cũng là hoa biểu trưng của thành phố cổ Nam Kinh, Trung Quốc, thủ đô trước đây (và vẫn được coi là thủ đô chính thức) của Trung Hoa dân quốc.

## Thông tin thêm
Mơ Armenia (Prunus armeniaca) có tên gọi khoa học từ niềm tin của Pliny Già, một nhà khoa học và một nhà sử học La Mã trong thế kỷ 1, khi ông cho rằng mơ là một loại mận và nó có nguồn gốc từ Armenia. Các nguồn sử liệu Armenia cũng hỗ trợ cho phát biểu của họ về điều này bằng cách dẫn chiếu tới một hạt mơ 6.000 năm tuổi được tìm thấy trong khu vực khảo cổ gần Erevan. Các nhà sử học không phải người Armenia lại cho rằng Lưỡng Hà (Mesopotamia) là nguồn gốc cho tên Latinh (danh pháp). Loài mơ này đã được trồng tại khu vực Lưỡng Hà và được gọi là armanu trong tiếng Akkad; từ armeniaca cũng như các dẫn xuất của nó không chỉ ra rằng loài cây này có nguồn gốc từ Armenia.

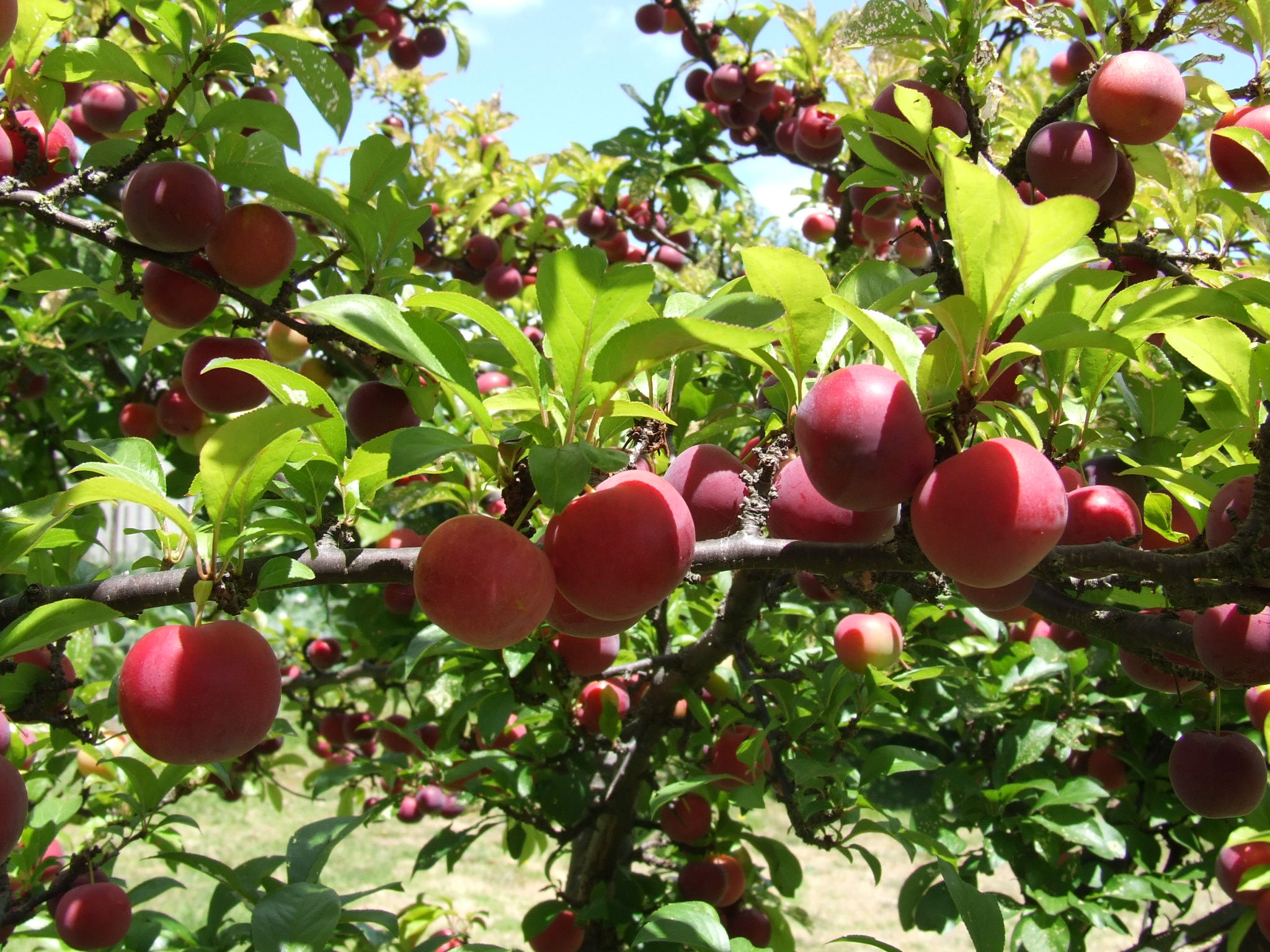
Prunus domestica
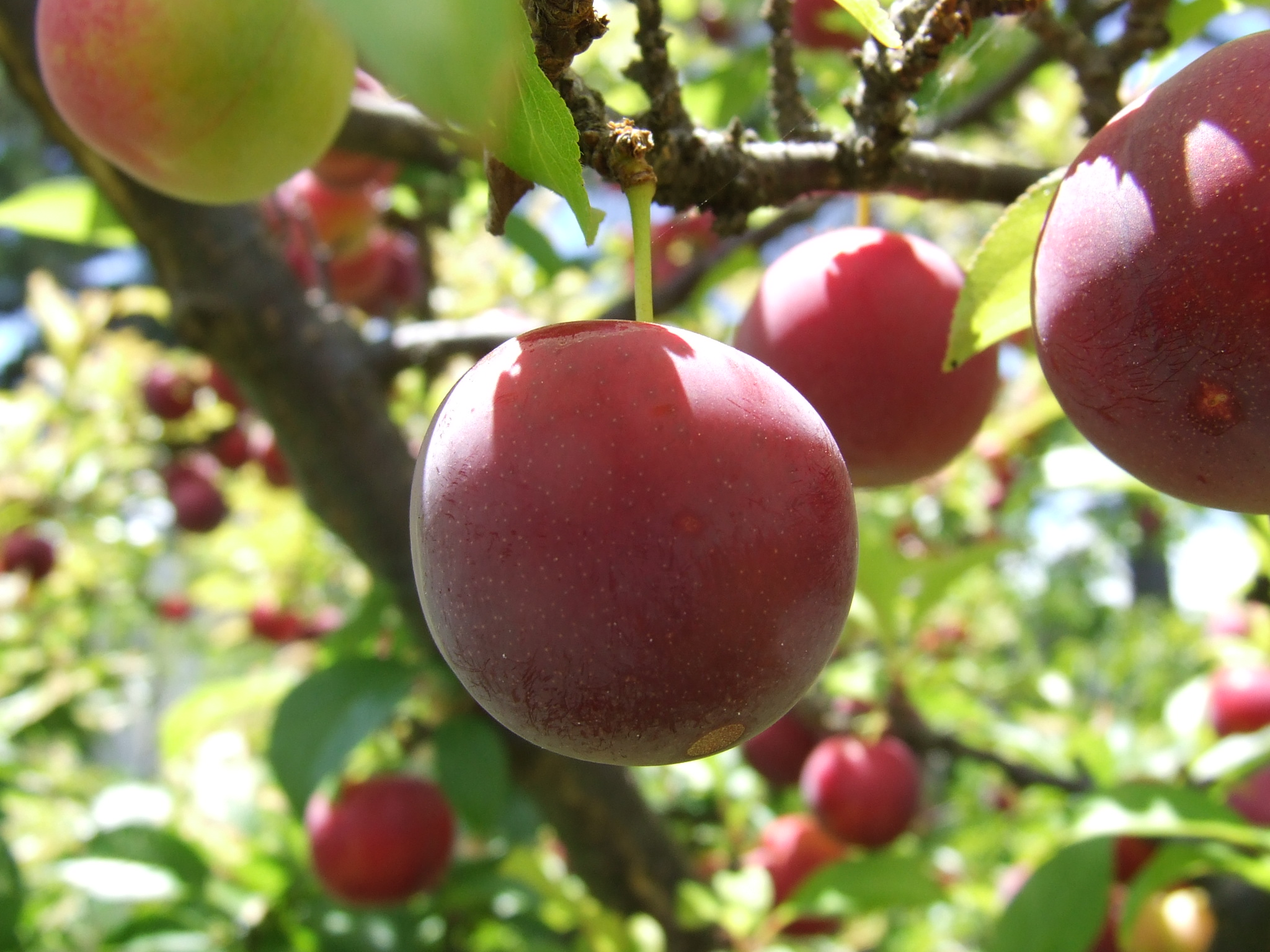
Prunus domestica
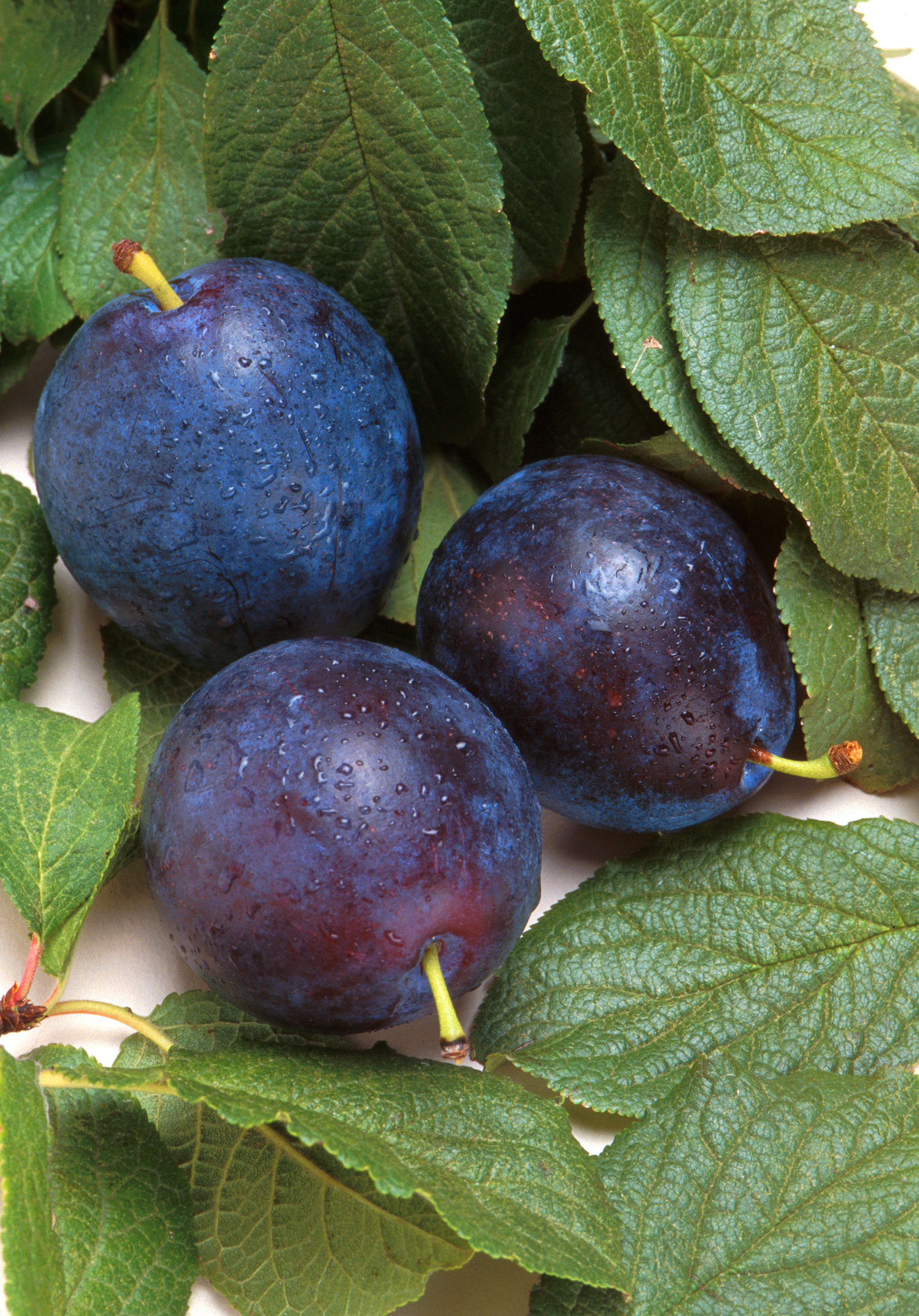
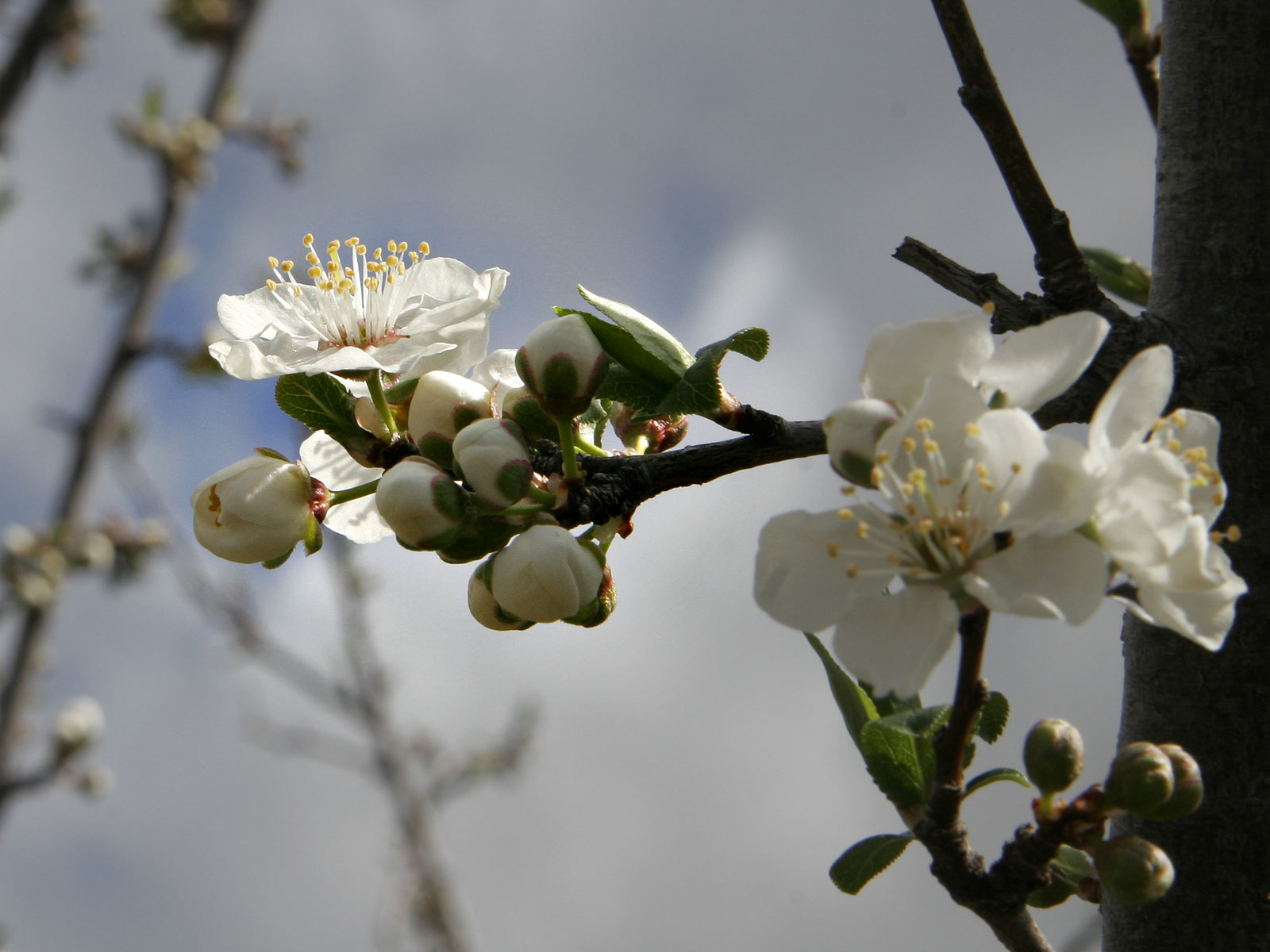
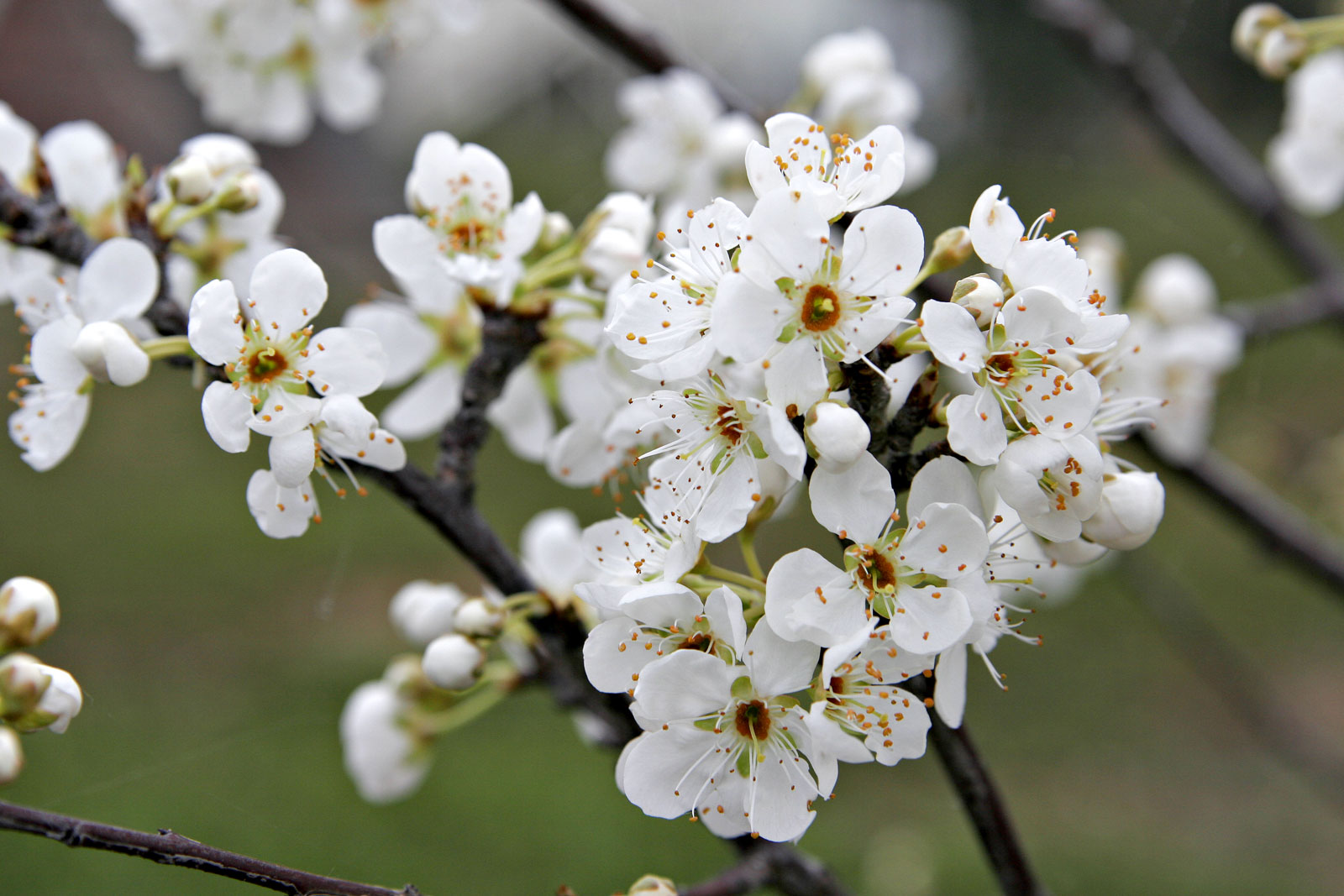
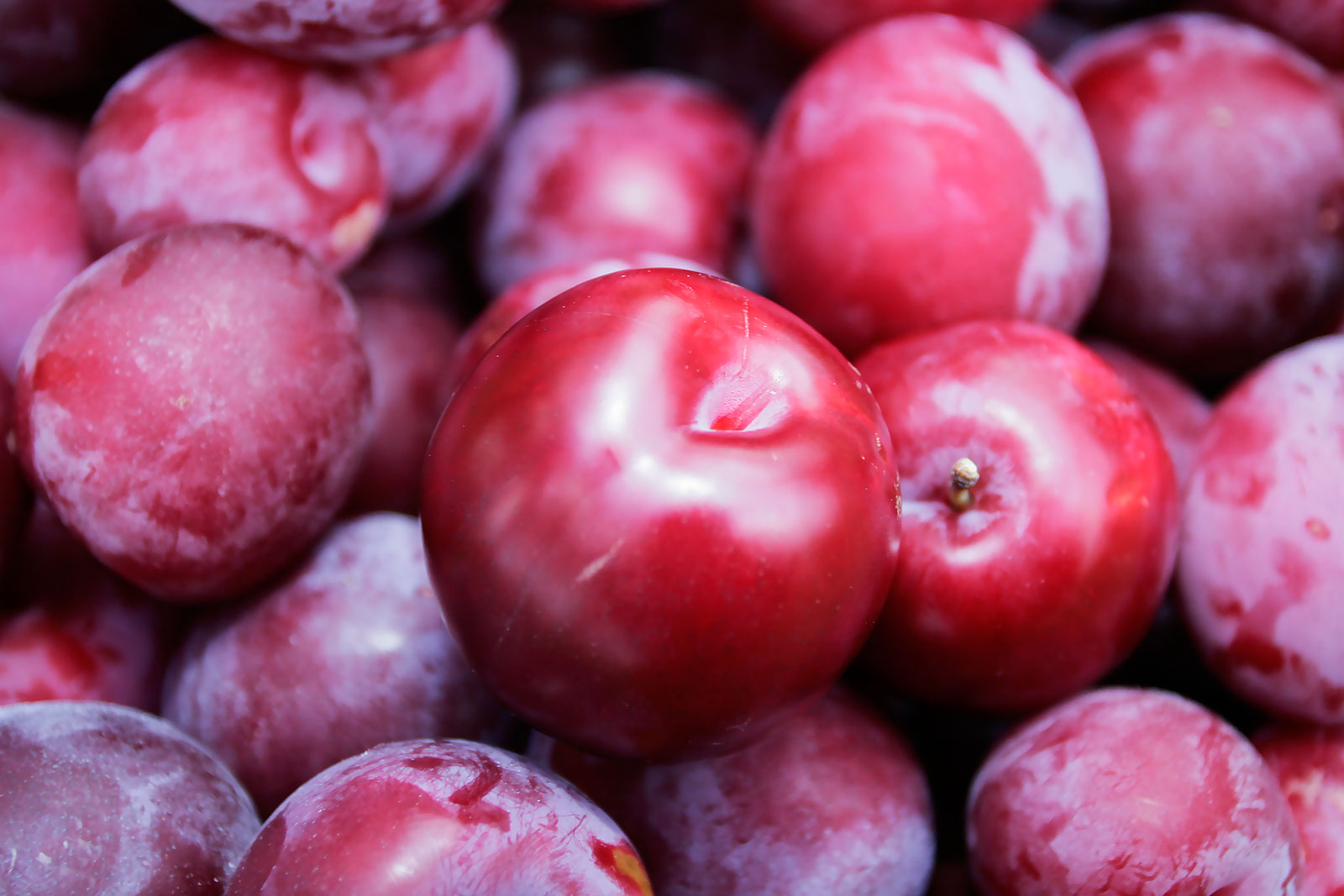
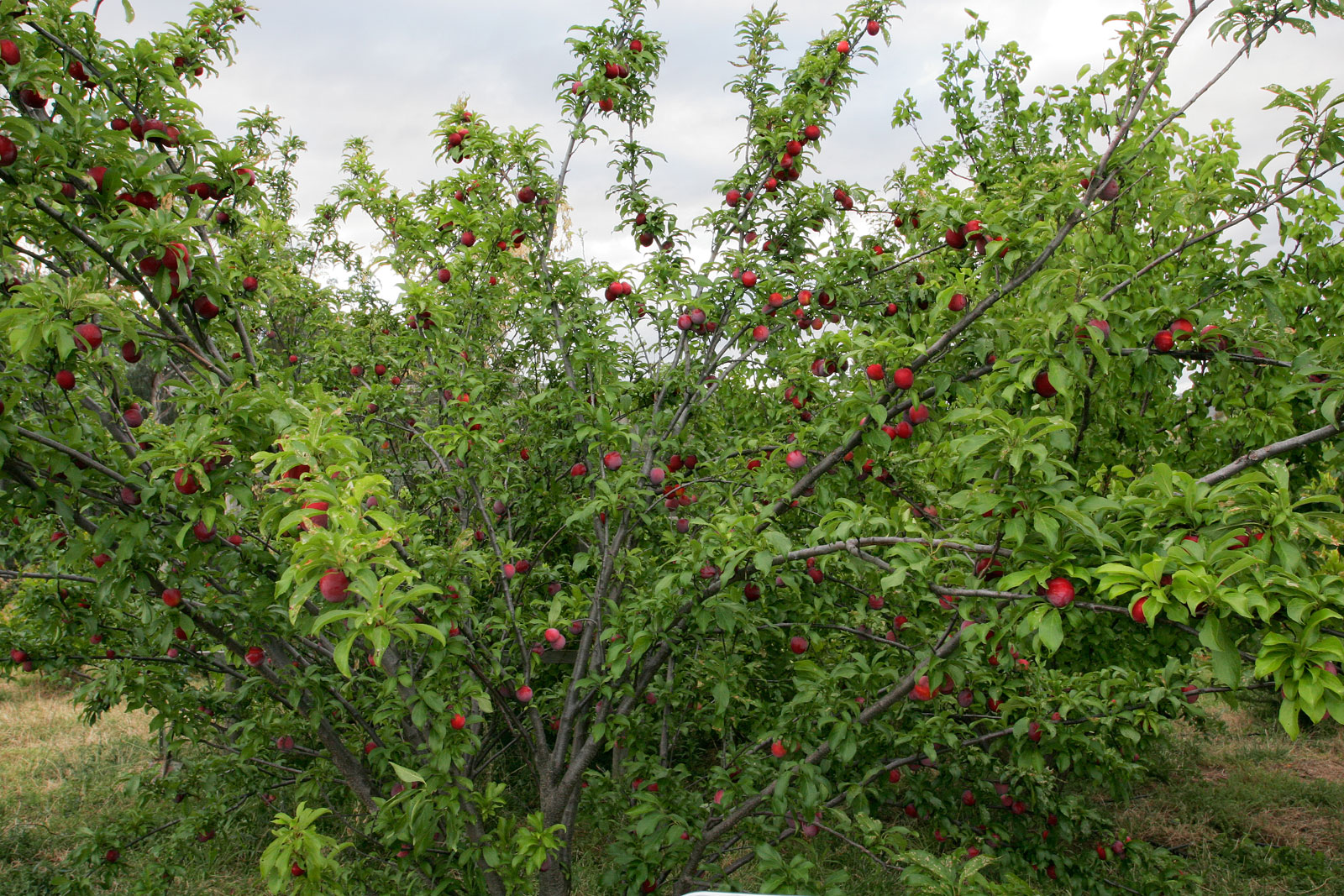
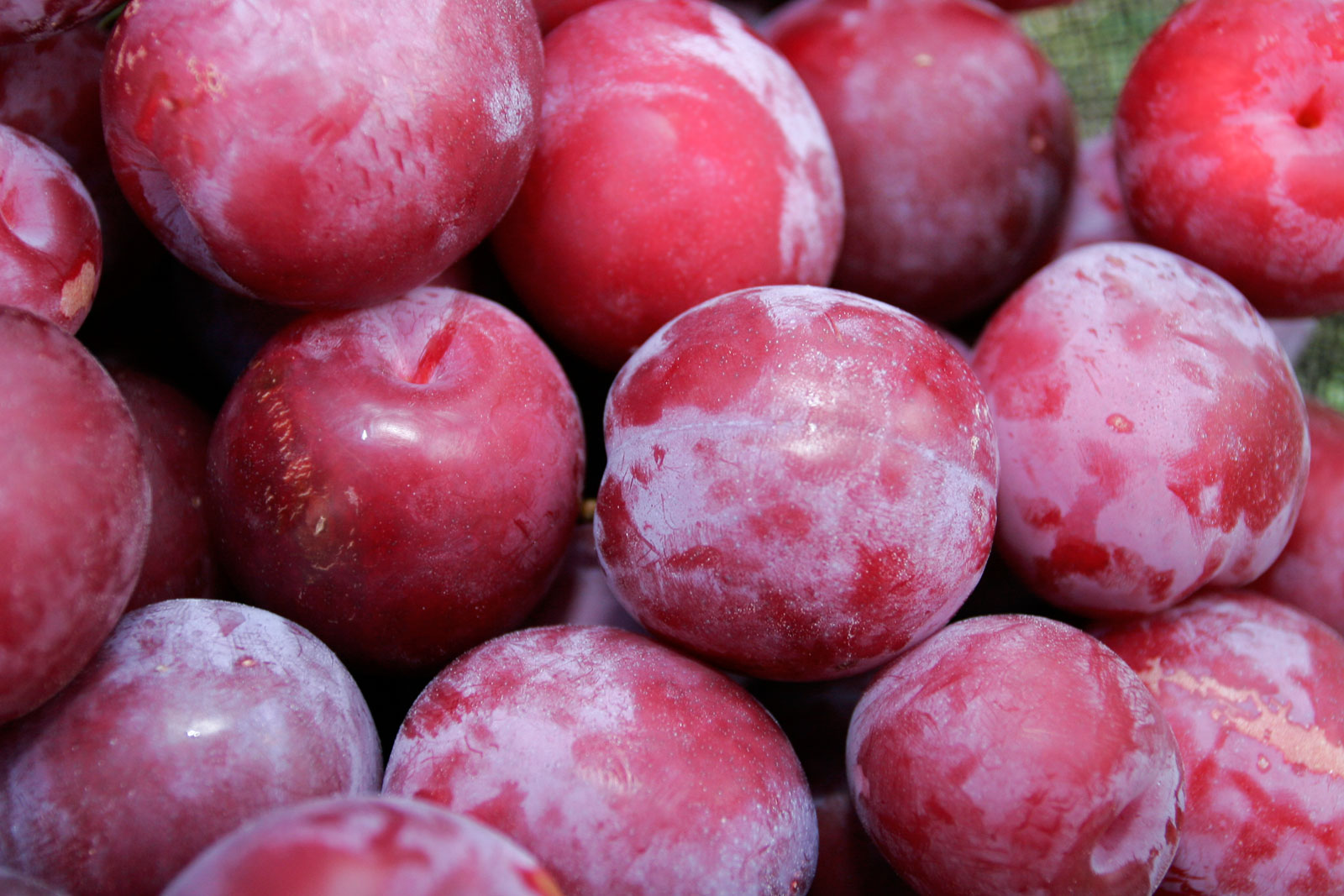
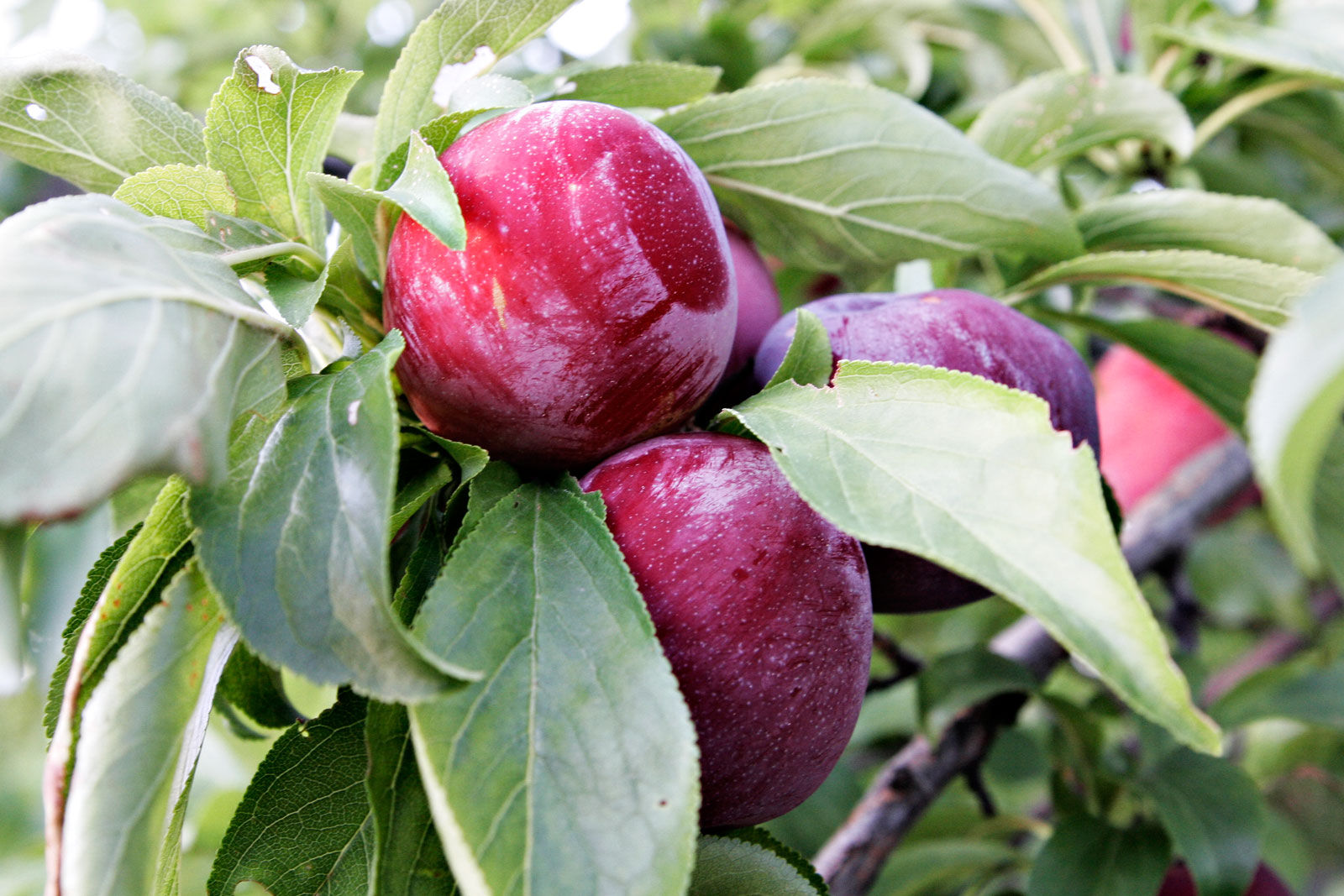
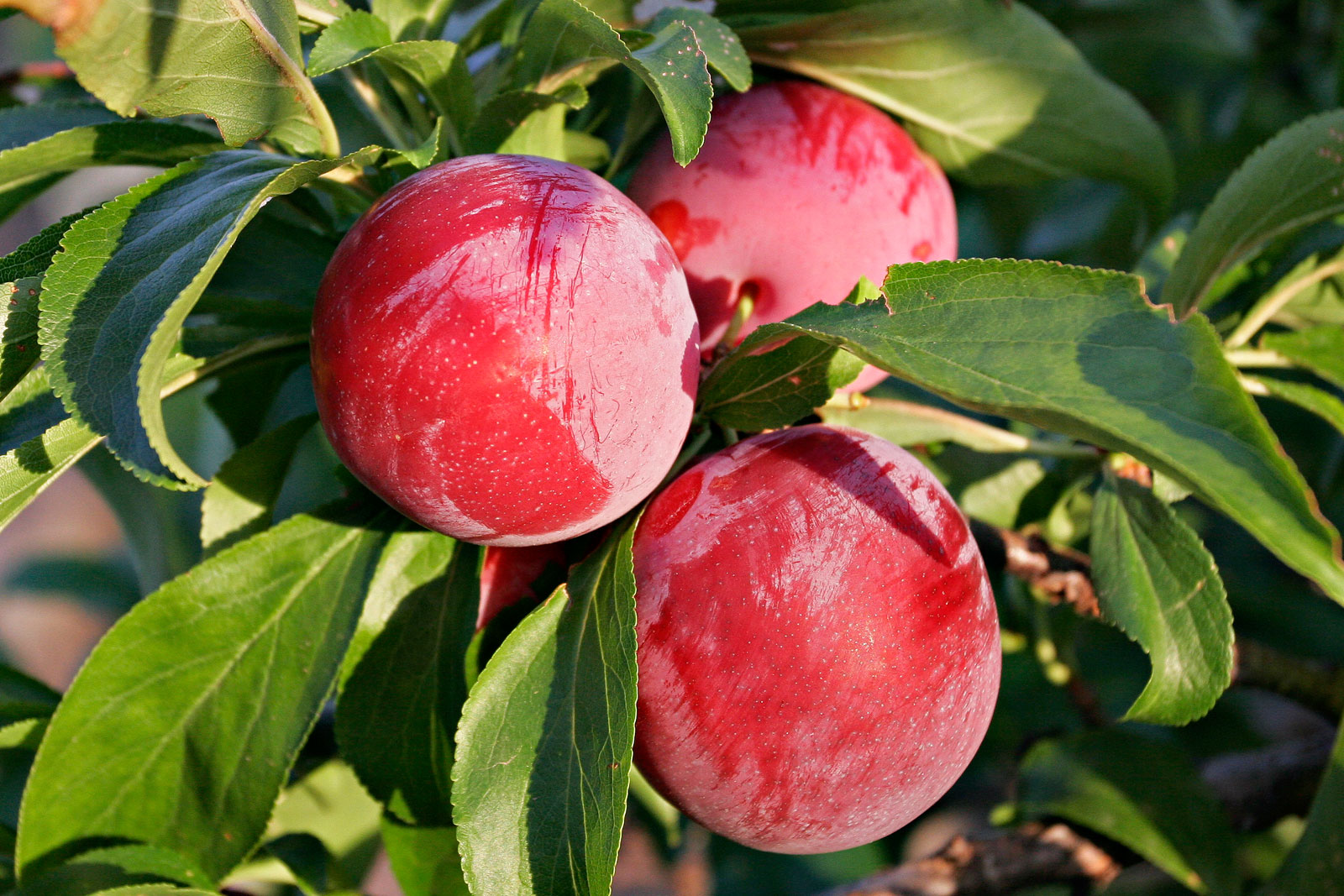
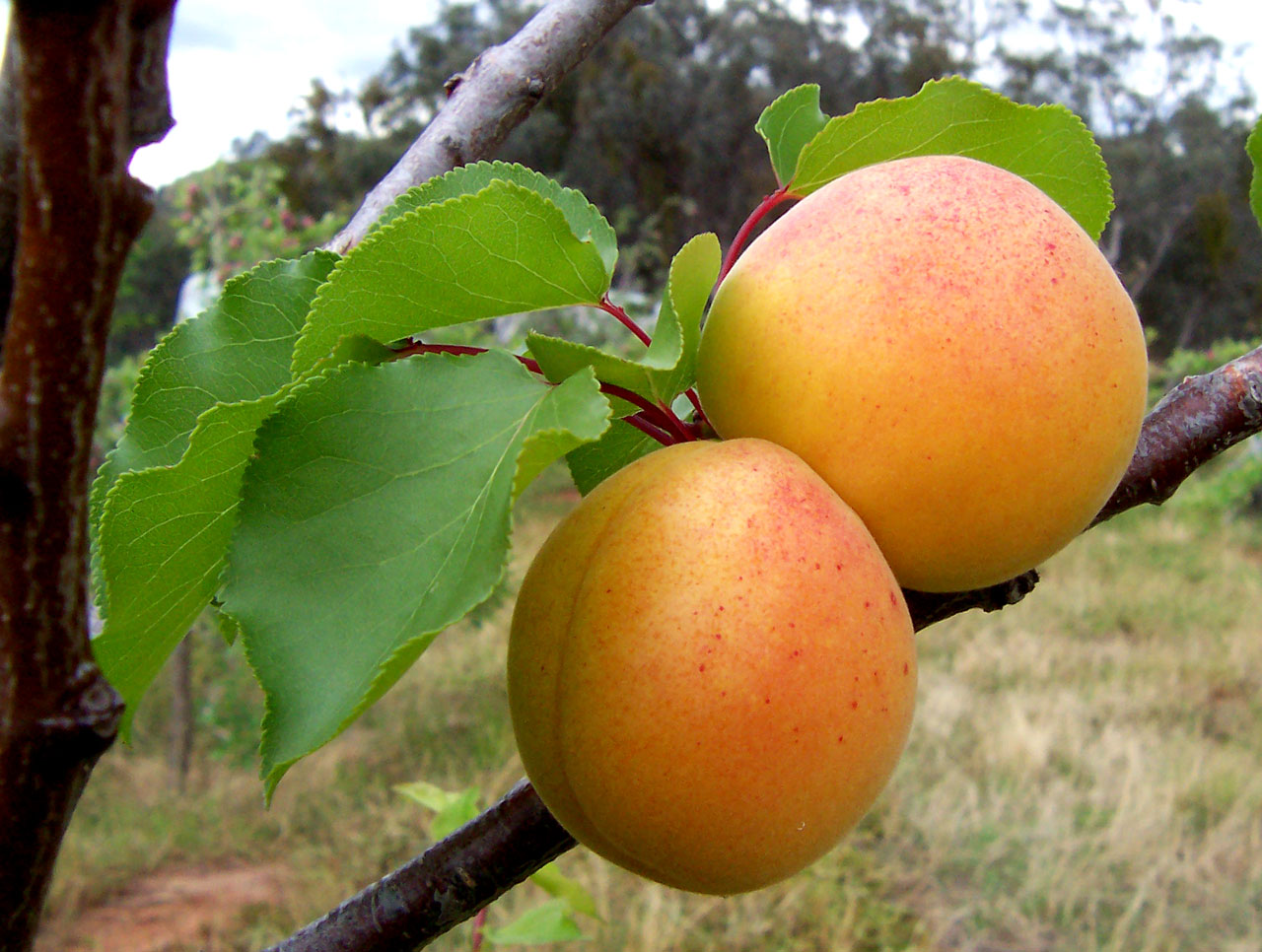
Quả mơ Armenia
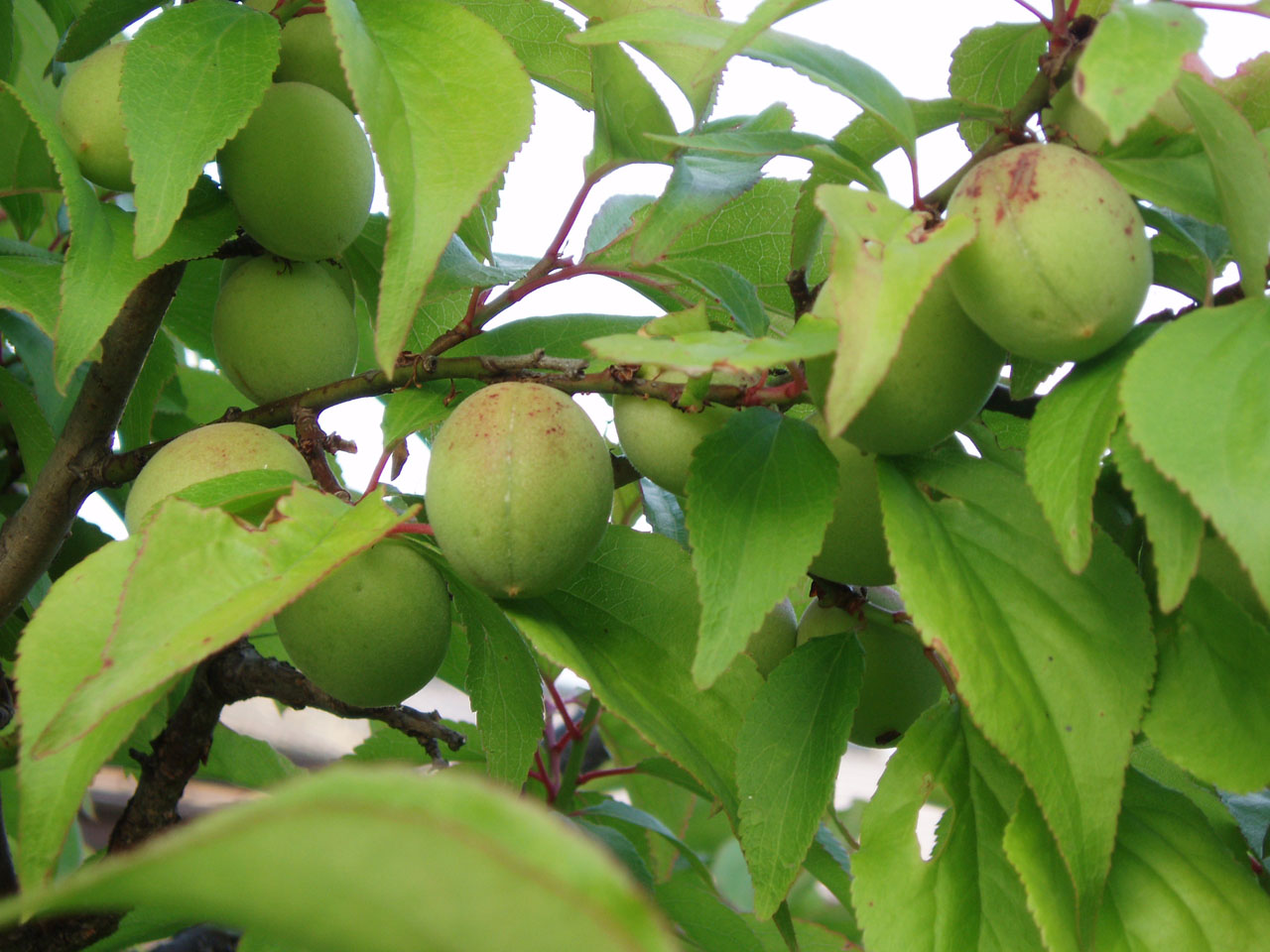
Quả mơ Nhật